# Lilli Blessmann
Lilli Marianne Blessmann (* 6. März 1918 als Lilli Klein; †  16. Januar 2008 in Hamburg) war eine deutsche Kauffrau und Feldhockeyspielerin. Sie war die Lebensgefährtin und Managerin des Sängers Freddy Quinn.
Lilli Klein kam als Tochter der Eheleute Max Hugo und Christiane Hermine Klein, geb. Untzelmann, zur Welt. 1946 heiratete sie den Hamburger Kaufmann und promovierten Staatswissenschafter Karl Blessmann (1909–1976). Beide waren erfolgreiche Hockeyspieler beim Harvestehuder THC und spielten für die deutsche Nationalmannschaft. Lilli Blessmann wurde mit der Damenhockeymannschaft des Vereins 1950 und 1951 Deutscher Meister. Gemeinsam mit ihren Mannschaftskolleginnen wurde sie am 19. April 1951 von Bundespräsident Theodor Heuss mit dem Silbernen Lorbeerblatt ausgezeichnet. Die Ehe mit Karl Blessmann wurde am 21. Juli 1954 geschieden.
Etwa ein halbes Jahr zuvor hatte sie in der Hamburger Washington-Bar den Sänger Freddy Quinn kennengelernt. In der folgenden Zeit war Quinn häufig Gast im Pfeilshof in Hamburg-Sasel, den Lilli Blessmann bewohnte, und zog schließlich ganz dort ein. Sie nahm den 13 Jahre jüngeren Sänger unter ihre Fittiche, kümmerte sich um die Regelung privater Angelegenheiten und schließlich auch um seine geschäftlichen Belange. Über alle Jahre blieb sie im Hintergrund, in der Öffentlichkeit siezten sich beide. Über den Zivilstand des Paares gibt es unterschiedliche Angaben: Während verschiedene Quellen die Eheschließung im Jahre 1956 oder 1962 nennen, teilte Quinn 2002 in einem Bild-Interview mit, sie hätten nicht geheiratet. 
Am 16. Januar 2008 starb Lilli Blessmann auf der Herzstation des Hamburger Krankenhauses St. Georg an den Folgen einer Lungenentzündung und wurde am 22. Januar 2008 auf dem Friedhof Ohlsdorf beigesetzt. 